# Paulo de Oliveira Carvalho
Paulo de Oliveira Carvalho é um político brasileiro do estado de Minas Gerais. Foi deputado estadual em Minas Gerais na 12ª legislatura (1991-1992), sendo eleito pelo PMDB.

Foi Prefeito de Muriaé por 02 (dois) mandatos, de 1983 a 1988 e, mais tarde, de 1992 a 1995.
Advogado Militante nas Comarcas de Muriaé e região, Paulo de Oliveira Carvalho exerceu também as atribuições de Promotor de Justiça "ad hoc" na mesma Comarca. 